# 気候非常事態宣言
気候非常事態宣言（きこうひじょうじたいせんげん、英語: climate emergency declaration）とは、気候変動に対して緊急かつ積極的な対策をとることを宣言する行為である。気候非常事態宣言は、地球温暖化の影響を最小限に抑えるために、温室効果ガスの排出量を大幅に削減し、再生可能エネルギーの利用を拡大することなどを目指す。気候非常事態宣言は、パリ協定やIPCC第6次評価報告書などの国際的な枠組みや科学的な根拠に基づいている。

## 概要
気候非常事態宣言は、2010年代後半から世界各地で広がり始めた社会運動である。気候非常事態宣言を行う主体は、主に国家や地方自治体などの政府機関であるが、NGOや市民団体、企業、学校、宗教団体なども含まれる。気候非常事態宣言を行うことで、政府や社会に対して気候変動への認識や責任を高めるとともに、具体的な行動や政策の変化を促すことが期待される。

## 歴史

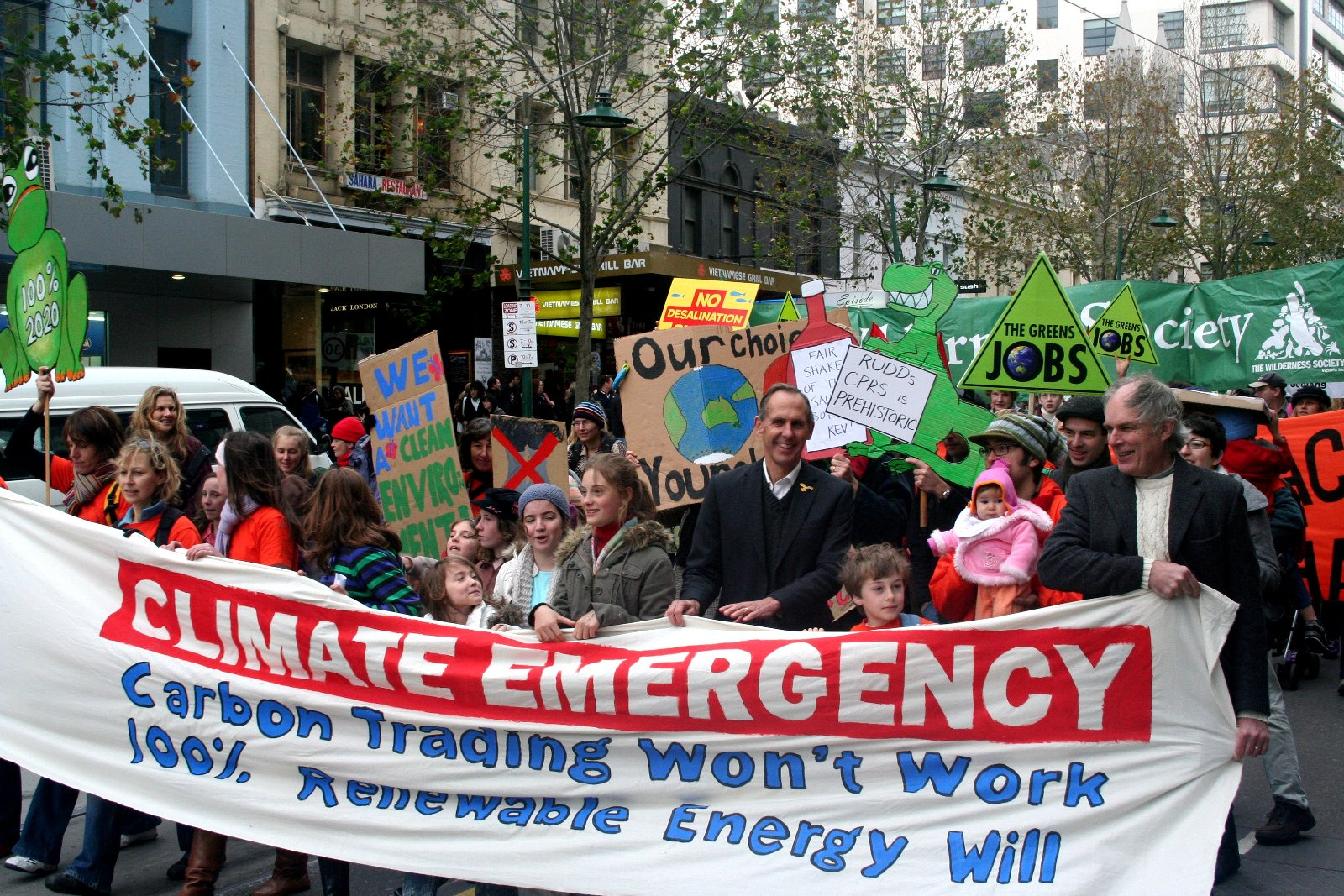
オーストラリアの気候変動活動家は、2009年6月13日（地球の日（アースデイ））にオーストラリアのメルボルンで開催された「気候緊急集会」で気候非常事態宣言を要求するデモ行進

「気候非常事態」という用語は、2009年6月13日にメルボルンで開催された「気候非常事態集会」のような気候変動に対する一連の抗議行動において2009年頃に作られた（写真参照）。 

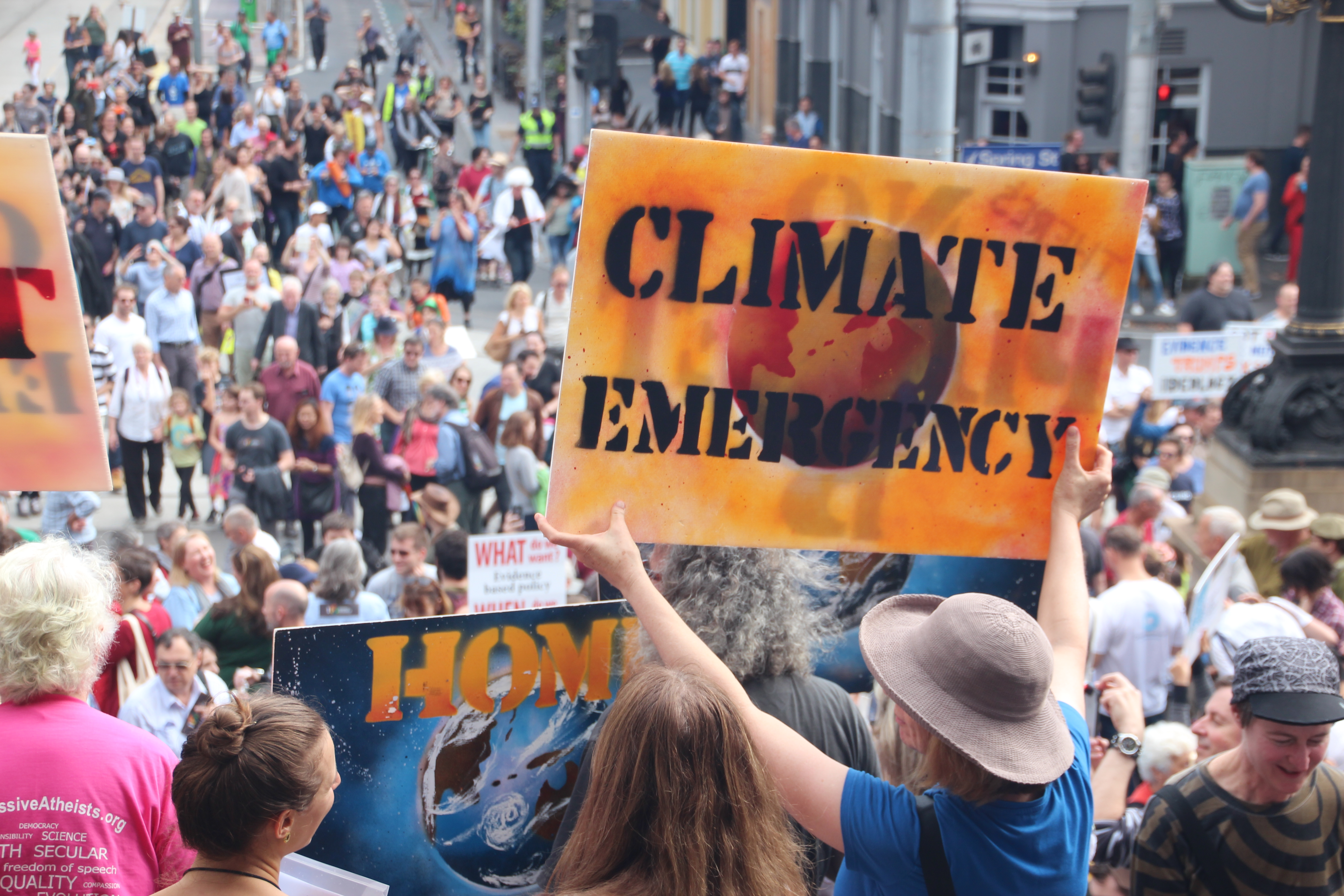
2017年4月22日、 オーストラリアのメルボルンで開催された「科学者のため行進」で「気候非常事態」を宣言するスローガン

2016年12月5日に、オーストラリアのメルボルンにあるデアビン市が、気候非常事態を宣言した世界で最初の行政機関となった。 2017年8月、デアビン市は「気候変動非常事態プラン」において気候変動への対応の項目リストを決定した  。 
2018年12月4日、ローマクラブは、欧州議会の前で 地球温暖化を食い止めることを目的とした優先順位の高い10の措置を定めた「気候非常事態プラン」を発表した 。 

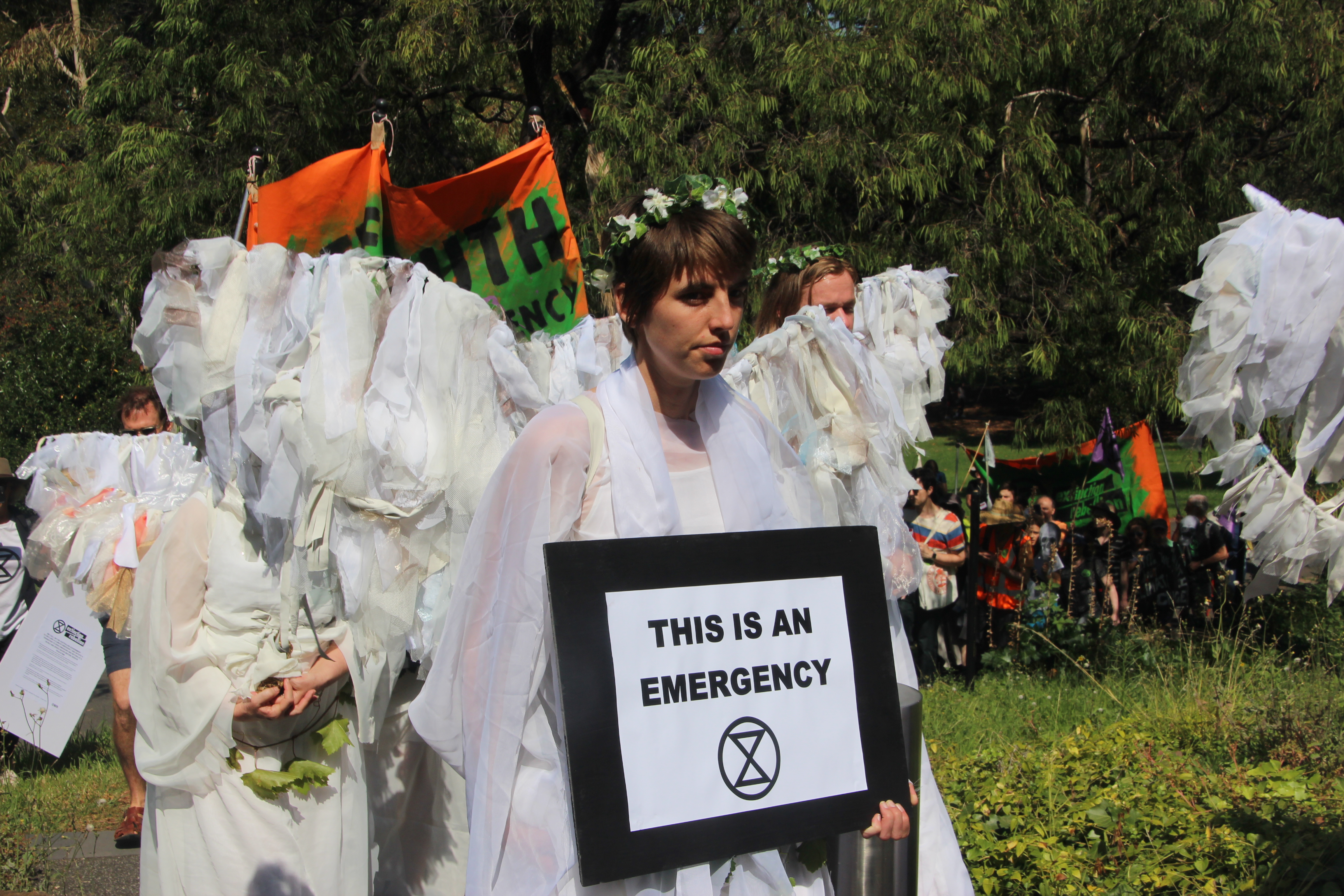
2019年3月22日にの メルボルンで行われた「 エクスティンクション・レベリオン」による抗議で、「これは非常事態です」とのポスターを掲げる「気候の天使」

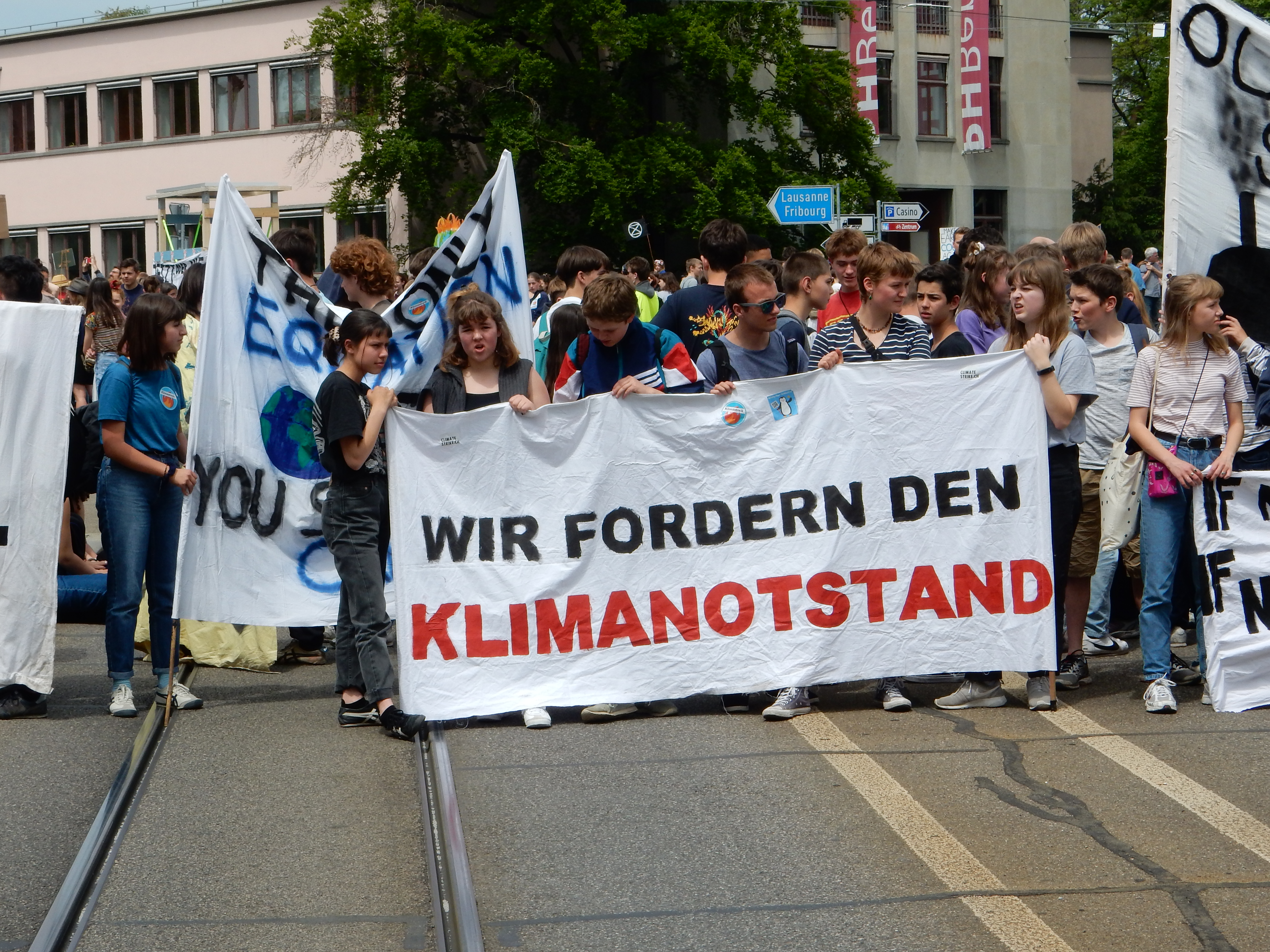
「気候非常事態宣言」を要求。2019年5月24日、スイスのベルンで。

2019年より、スウェーデンの少女グレタ・トゥーンベリに始まった若者によるストライキやエクスティンクション・レベリオン（XR） やフライデーズ・フォー・フューチャー（FFF）のような団体の動員によって、さまざまな国家と市議会によって国家および地方レベルでの気候非常事態宣言がされた  。 
2019年8月7日時点で、18カ国から935の地方政府・自治体(住民総数約2億600万人)が気候非常事態宣言しており  、また、この宣言はスペイン  、ポーランド 、インド、チェコ共和国 、日本の京都市でも議論の対象となっている。  
2019年12月6日には東京ビッグサイトで「エコイノベーションとエコビジネスに関する研究会（SPEED）」が『“ゼロエミッション都市と気候非常事態宣言” ―日本で最初のCEDに関するシンポジウム―』を開催した。

## 気候非常事態宣言をした国
- スコットランド （2019年4月28日） [16]
- イギリス （2019年5月1日） [9]
- ジャージー （2019年5月2日） [17]
- アイルランド共和国 （2019年5月9日） [18]
- マン島 （2019年5月10日 - 政府、2019年6月18日 - 国会） [19]
- ホーリーシー （2019年6月） [20]
- ポルトガル（2019年６月7日 - 国会）
- カナダ （2019年6月17日） [21] [22]
- フランス共和国 （2019年6月27日） [23]
- 日本（2020年11月20日）[24]

## その他の地方政府・自治体
- アメリカ合衆国:22の自治体、最も顕著なのはニューヨーク市 （2019年6月26日） [25] 、 ヘイワード （2019年1月15日）、 サンフランシスコ市とチコ （2019年4月2日） [26]
- オーストラリア:35の自治体、 シドニー市 （2019年6月）[27] 、メルボルン市（2016年7月16日、生物多様性非常事態宣言も）、Darebin （2016年12月5日）、 [4] [5] 17以上の町（2019年4月30日） [28] [29]
- カナダ:448町（2019年8月） [30]、ケベック州（2018年8月）、バンクーバー（2019年1月16日）、オタワ（2019年4月24日））
- フランス:9の自治体、パリ市（2019年7月9日）、Mullhouse （2019年5月9日） [30]
- イギリス:315の自治体、ロンドン、バーミンガム市、ケンブリッジ、ハンプシャー、ケント、リバプール
- スイス:13の自治体、バーゼル＝シュタット州（2019年2月20日）、ジュラ県、ヴォー州 、リースタル 、オルテン 、チューリッヒ（2019年5月13日）、ベルン（2019年5月27日）、ルツェルン（2019年6月24日）、デレモントの各都市[30]
- アイルランド:12の自治体
- スペイン:2の自治体、カタルーニャ地方（2019年5月7日） [31]
- イタリア:17の自治体、Acriの町（2019年4月29日）[32]、ミラノ[33]、ナポリ （2019年5月） [34] 、およびLuccaの町[35]
- ドイツ:37の自治体、コンスタンツ、[8] ヘルフォード、ハイデルベルク 、キール 、ミュンスター 、テルグテ 、ドレンシュタインフルト 、エアランゲン 、ボーフムの各都市[36] [37] [38] [39] [40] [41] [42] アーヘン （2019年6月19日）、 [43] グラートベック 、ホルストマール 、ザールブリュッケン 、ヘルネ 、ノイミュンスター、アーヘン 、ブラヒタール、リュッセルハイムアムマイン 、ヴィースバーデン 、フェーマルン、レーヴァークーゼン 。[44] [45] [46] [47] [48]
- ニュージーランド:13の自治体 、 カンタベリー地方[49]とネルソン市（2019年5月16日）。 [50] オークランド （2019年6月11日）。 [51] ウェリントン （2019年6月20日） [52]
- オランダのアムステルダム市[53]
- ベルギー:1の自治体
- チェコ:1の自治体
- オーストリア:７の自治体
- ポーランド:4の自治体、ワルシャワ
- フィリピン:1の自治体、バコロド

## 大学
- ブリストル大学（イギリス, 2019年4月17日）
- ニューカッスル大学(イギリス, 2019年4月18日）  2040年までにCO2排出を正味でゼロ
- グラスゴー大学（イギリス, 2019年５月2日） 2050年までに正味でゼロ
- キール大学（ イギリス, 2019年5月3日） 2030年までにカーボンニュートラルを目標
- バルセロナ大学（スペイン, 2019年５月16日）2030年までに50%削減
- リンカーン大学（ニュージーランド, 2019年5月16日 ）
- エクセター大学（イギリス, 2019年5月20日） 2026年までに2005年のCO2排出を50%削減
- サザン・コネチカット州立大学（米国, 2019年5月30日）
- イースト・アングリア大学（イギリス, 2019年6月5日） 気候と生物多様性の非常事態宣言
- デ・モントフォート大学（イギリス,  2019年6月21日）
- バンガー大学（イギリス, 2019年6月21日）
- ファルマス大学（イギリス, 2019年6月24日）
- マンチェスター大学（イギリス, 2019年7月2日) 2038年までに正味でゼロカーボン

## 欧州連合
欧州連合議会が気候非常事態宣言を採択（2019年11月28日）

## 日本国内での動き
日本国内では、2019年9月に長崎県の壱岐市が全国初となる気候非常事態宣言を行った。、
国会でも、気候非常事態宣言に関する決議が採択された。2020年11月19日、衆議院本会議にて賛成多数で可決。同月20日、参議院本会議にて全会一致で可決した。決議では、気候変動がもたらす脅威を「気候危機」と呼び、日本政府に対して温室効果ガスの排出削減や再生可能エネルギーの導入などの具体的な対策を求めた。また、国際社会と連携して気候変動問題に取り組むことを表明した。

### 自治体
- 2019年9月25日、長崎県の壱岐市が日本で初めての気候非常事態宣言を同市議会で採択した。[58]。
- 2019年10月4日、神奈川県の鎌倉市議会が気候非常事態宣言に関する決議を採択した[59]。
- 2019年12月4日、長野県の北安曇郡白馬村が気候非常事態を村長が宣言[60]
- 2019年12月6日、長野県議会が都道府県レベルで初の気候非常事態宣言を採択[61]
- 2019年12月12日、福岡県の三潴郡大木町が気候非常事態宣言を採択[62]
- 2019年12月19日、長野県千曲市が「気候非常事態」に関する決議
- 2019年12月20日、鳥取県の北栄町議会全員協議会において気候非常事態宣言を表明[63]
- 2019年12月20日、大阪府堺市が気候非常事態宣言を議決[64]
- 2020年1月16日、福島県郡山市が提案し、宮城県東松島市、山形県飯豊町[65]、秋田県仙北市、岩手県陸前高田市とともに、東北SDGs未来都市気候非常事態宣言を採択[66][67]
- 2020年2月7日、鎌倉市が鎌倉市気候非常事態宣言を発表[68]
- 2020年2月7日、神奈川県がかながわ気候非常事態宣言を発表[69][70]
- 2020年3月26日、大阪府大阪市が「気候非常事態」を宣言[71][72]
- 2021年6月5日、北九州市が気候非常事態宣言を発表[73]

### 大学・教育機関
- 2019年11月6日、千葉商科大学は地球環境が人為的な気候変動により危機的な状況であることを宣言する緊急メッセージを発出[74]。
- 2020年5月22日、聖心女子大学が気候非常事態宣言を表明[75]。
- 2021年7月16日 - 東京都公立大学法人（東京都立大学など）が、国内の国公立大学としては初めて気候非常事態宣言を発出[76]。

### 環境経営学会声明
2019年8月1日、認定特定非営利活動法人 環境経営学会が「気候非常事態宣言」に関する声明を発表。政府、自治体、諸団体に向け広く連携を呼びかける。
1. 人類の活動を原因とする気候変動によって劣化する地球環境は、もはや持続可能とは言えず、危機的状況にあると認識する。
2. 環境経営学会は、気候変動の「緩和」と「適応」について積極的に研究・実践し、広く社会に向けて啓発を行う。
3. このことは、日本政府の「経済と環境の好循環政策」だけでなく、SDGsの目標達成やESG金融の促進にも資する。
4. 日本政府、地方自治体をはじめ科学者組織、NPO/NGOを含む諸団体に、「気候非常事態宣言」について広く連携を呼びかける。